# Royan
Royan (sentonško Roéyan) je letoviško naselje in občina v zahodnem francoskem departmaju Charente-Maritime regije Nova Akvitanija. Leta 2007 je naselje imelo 18.424 prebivalcev.

## Geografija
Kraj se nahaja v pokrajini Saintonge ob obali Biskajskega zaliva, severno od estuarija Gironde, 60 km južno od La Rochelle.

## Uprava
Royan je sedež dveh kantonov:
- Kanton Royan-Vzhod (del občine Royan, občina Saint-Georges-de-Didonne: 17.096 prebivalcev),
- Kanton Royan-Zahod (del občine Royan, občine Breuillet, L'Éguille, Mornac-sur-Seudre, Saint-Palais-sur-Mer, Saint-Sulpice-de-Royan, Vaux-sur-Mer: 17.709 prebivalcev).

Oba kantona sta sestavna dela okrožja Rochefort.

## Zgodovina
Na ozemlju sedanjega kraja je stala antična naselbina Roiannum, pristanišče galskega plemena Santones.
Zgodovina Royana kot turističnega cilja sega v pozno 19. stoletje.
V času druge svetovne vojne sta ustje Gironde branili dve nemški trdnjavi, severna (Royan) in južna (la Point de Grave). Obe sta predstavljali enega redkih žepov, ki so ga Nemci še branili po zavezniški osvoboditvi večine francoskega ozemlja. V zgodnjih urah 5. januarja 1945 so letala Royal Air Force v dveh napadih bombardirala in izbrisala središče Royana.
Zavezniška operacija, usmerjena na nemške sile na otoku Île d'Oléron in v ustju Gironde, se je začela z napadom Francoskih svobodnih sil ob pomoči ameriškega splošnega pomorskega in zračnega bombardiranja 15. aprila 1945, približno 10 mesecev za izkrcanjem v Normandiji. Ameriški bombniki B-17 Flying Fortress in B-24 Liberator so z bombardiranjem in znatno uporabo napalma dokončali opustošenje, ki se je začelo 5. januarja.
Royan je bil obnovljen sredi 20. stoletja v modernističnem slogu. Od leta 1964 do 1977 je gostil mednarodni festival sodobne umetnosti, ki je združeval glasbo, filmsko umetnost, razstavo vizualnih umetnosti in umetnosti bližnjega in daljnega vzhoda ter Afrike.

## Zanimivosti
- romansko-gotska cerkev sv. Petra iz 11. stoletja, obnovljena v 20. stoletju, francoski zgodovinski spomenik od leta 1928,
- neogotska cerkev Notre-Dame-des-Anges iz 19. stoletja,
- moderna notredamska cerkev iz sredine 20. stoletja, zgodovinski spomenik (1988),
- moderna cerkev Marijinega vnebovzetja iz sredine 20. stoletja,
- mestni zgodovinski muzej.

## Pobratena mesta
- Annapolis Royal (Nova Škotska, Kanada),
- Balingen (Baden-Württemberg, Nemčija),
- Gosport (Anglija, Združeno kraljestvo),
- Navplion (Argolida, Grčija).